# Муво
Муво́ (фр. Mouvaux) — коммуна во Франции, регион О-де-Франс, департамент Нор, округ Лилль, кантон Лилль-2. Пригород Туркуэна, примыкает к нему с юго-запада; расстояние до Лилля — 10 км, в 4 км проходит автомагистраль А22.
Население (2017) — 13 151 человек.

## Достопримечательности
- Церковь Сен-Жермен 1766 года, характерный образец фламандской архитектуры
- Церковь Святого Франциска 1893 года, построенная в нехарактерном для этого района неовизантийском стиле
- Современная церковь Сакре-Кёр постройки 60-х годов XX века
- Центр водоснабжения конца XIX века — обеспечивает питьевой водой всю лилльскую агломерацию
- Природный парк Отмон

## Экономика
Структура занятости населения:
- сельское хозяйство — 0,9 %
- промышленность — 21,7 %
- строительство — 3,0 %
- торговля, транспорт и сфера услуг — 44,2 %
- государственные и муниципальные службы — 30,1 %

Уровень безработицы (2017) — 11,8 % (Франция в целом — 13,4 %, департамент Нор — 17,6 %). 

Среднегодовой доход на 1 человека, евро (2017) — 26 320 (Франция в целом — 21 110, департамент Нор — 19 490).

## Демография
Динамика численности населения, чел.

## Администрация
Пост мэра Муво с 2008 года занимает член партии Республиканцы Эрик Дюран (Éric Durand). На муниципальных выборах 2020 года возглавляемый им правый список победил в 1-м туре, получив 71,94 % голосов.
| Период | Период | Фамилия     | Партия                                                        | Примечания                                                      |
| ------ | ------ | ----------- | ------------------------------------------------------------- | --------------------------------------------------------------- |
| 1971   | 1996   | Жан Ришмон  | Объединение в поддержку Республики                            | руководитель предприятия, член Генерального совета департамента |
| 1996   | 2008   | Патрик Бале | Объединение в поддержку Республики, Союз за народное движение |                                                                 |
| 2008   |        | Эрик Дюран  | Союз за народное движение, Республиканцы                      | функционер, член Совета региона О-де-Франс                      |

## Города-побратимы
- Халле, Бельгия
- Нойкирхен-Флуйн, Германия
- Букингем, Великобритания

## Галерея

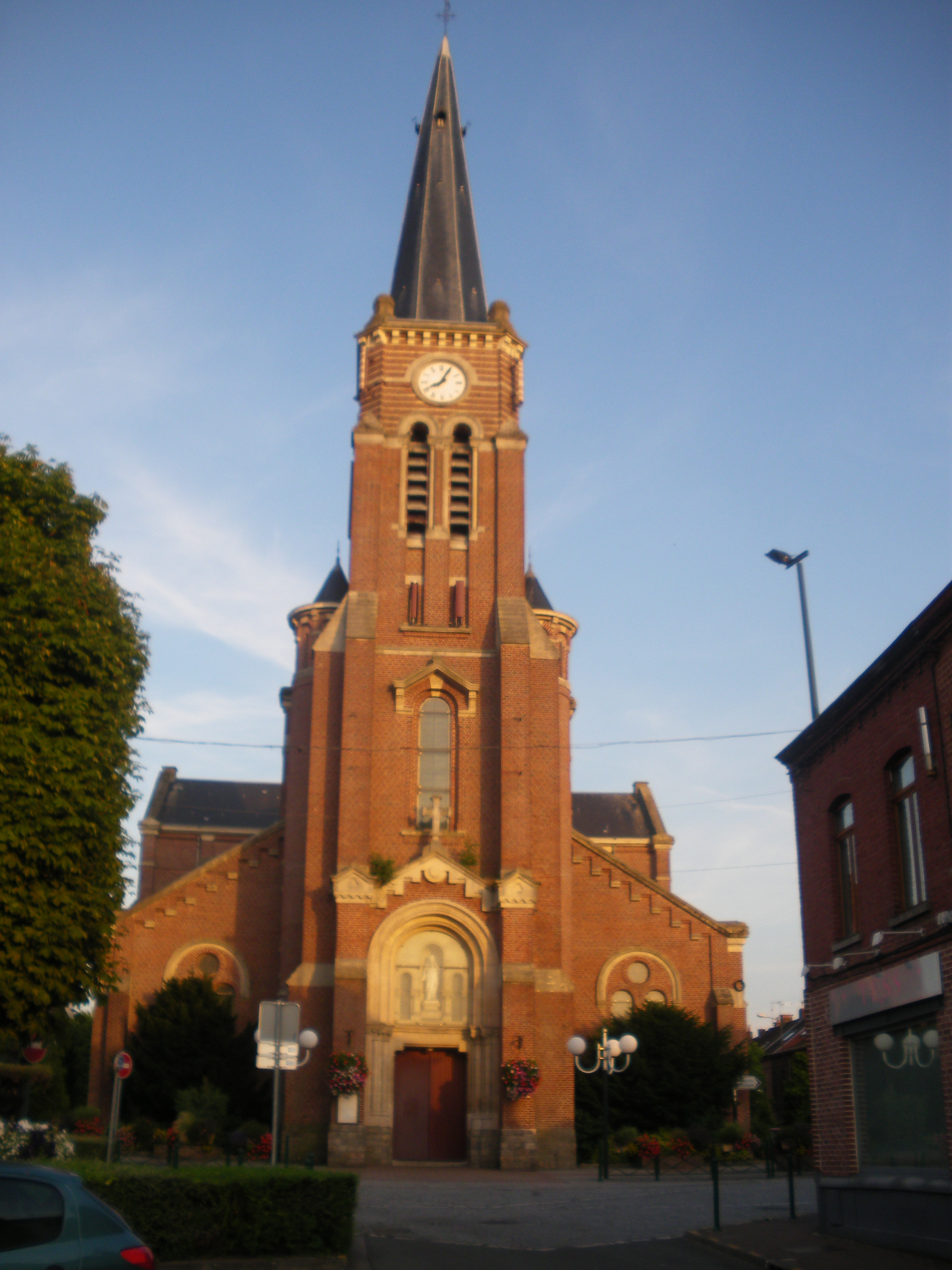
Церковь Сен-Жермен
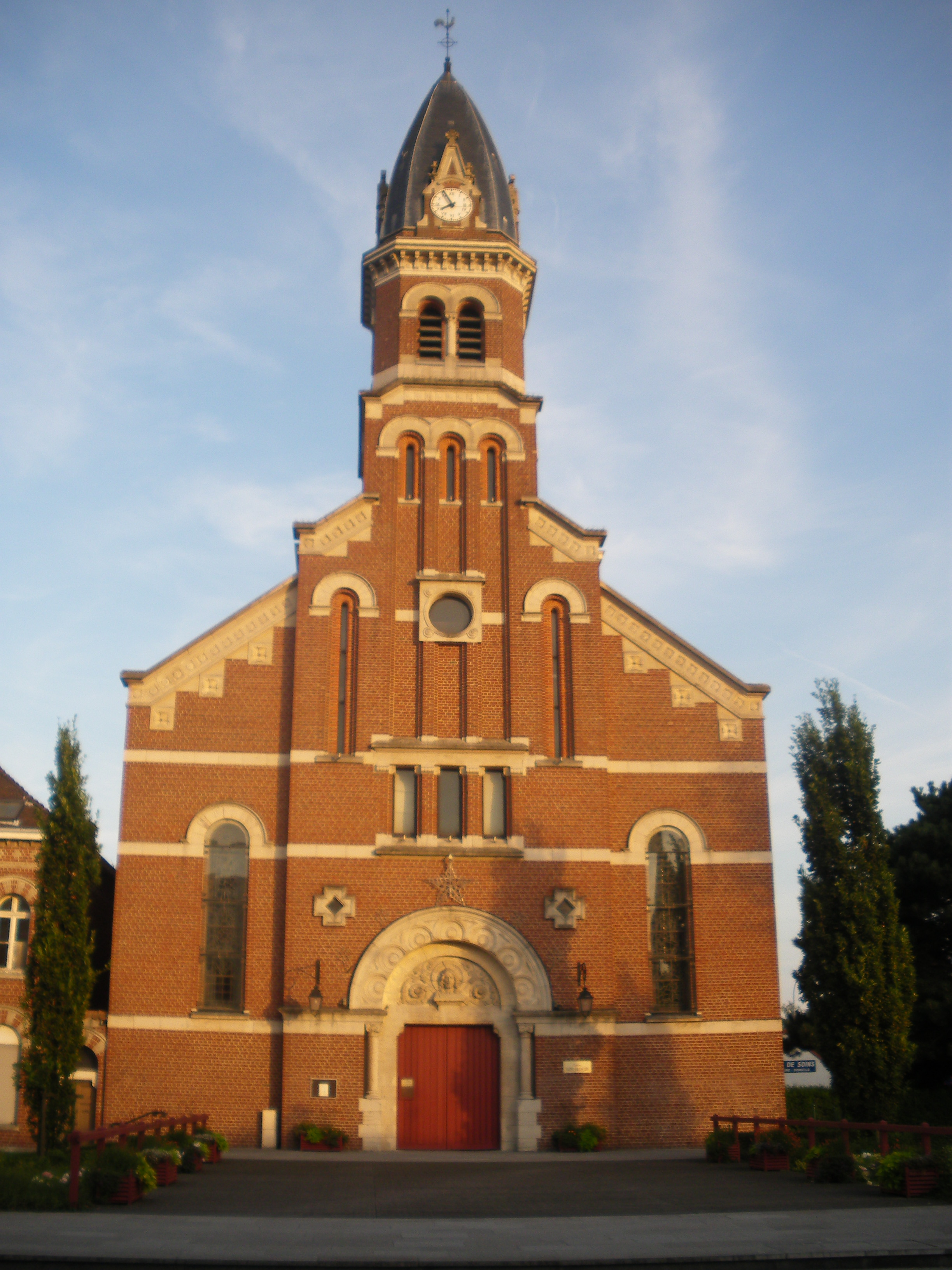
Церковь Святого Франциска
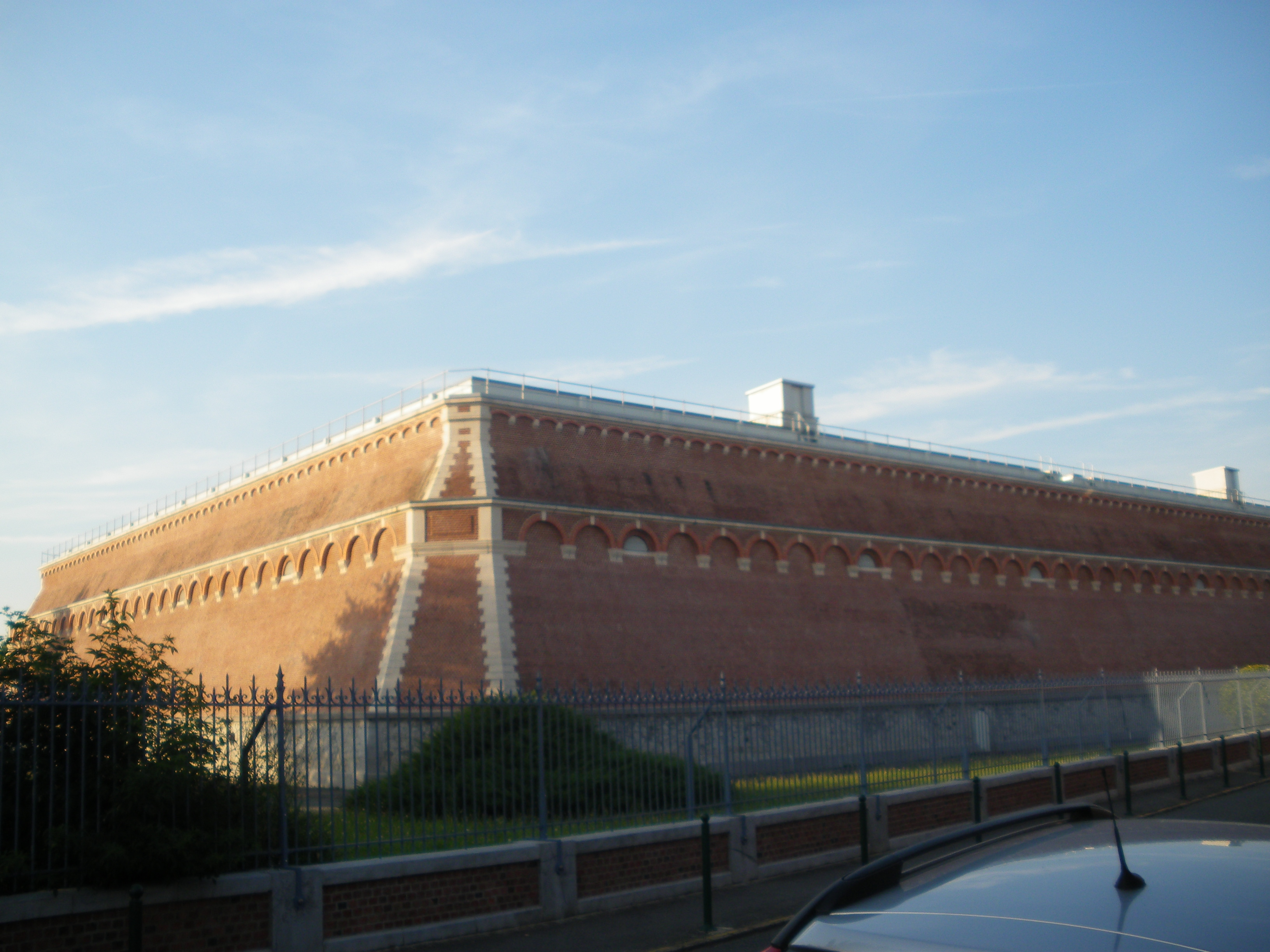
Центр водоснабжения
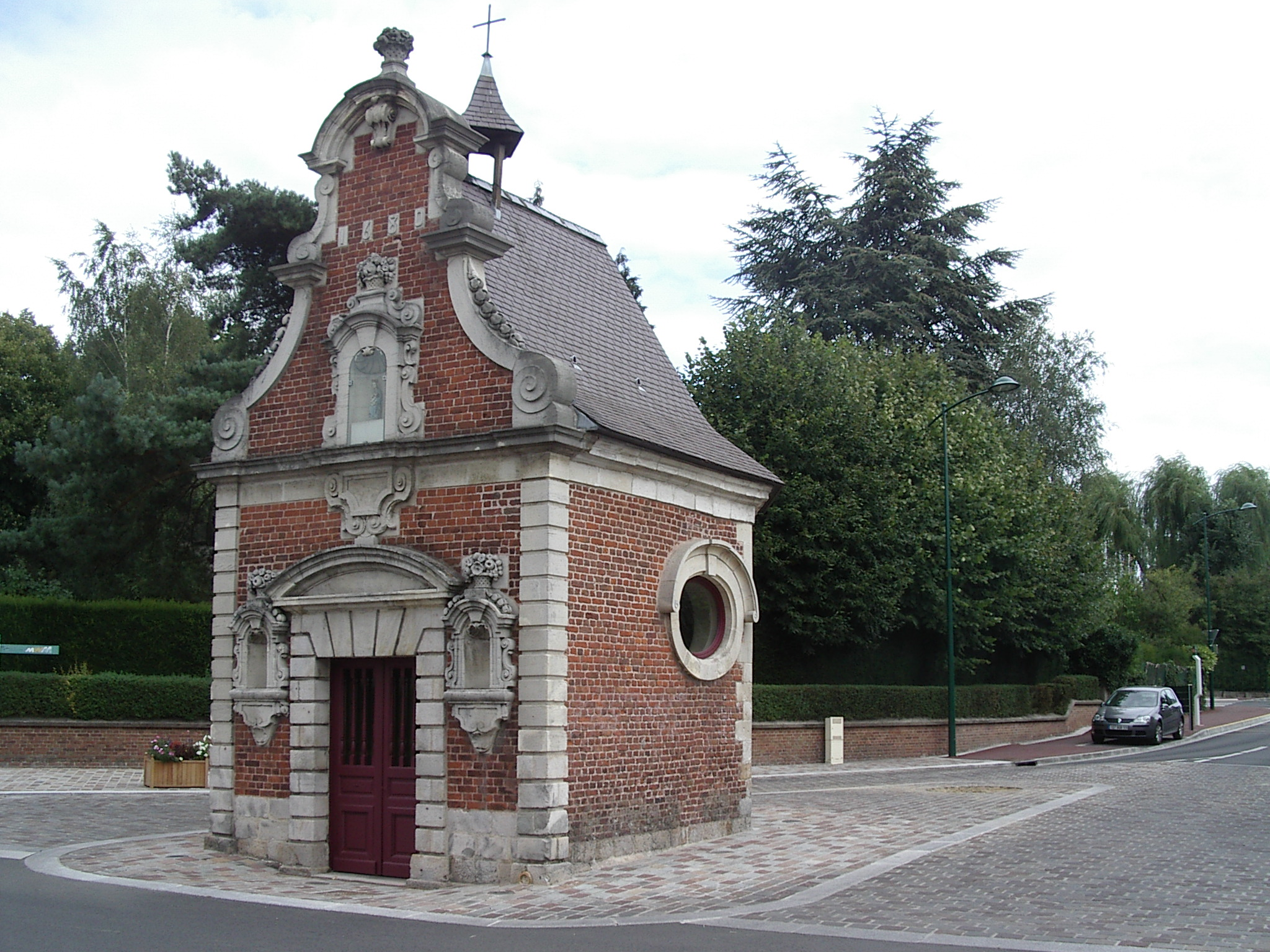
Часовня Нотр-Дам де Малад

1. 1 2  база данных о французских коммунах — Национальный географический институт Франции, 2015.